# Río Zapotal
El río Zapotal también llamado río Ventanas, río Catarama o río Caracol, es un río ecuatoriano, nace en la provincia de Cotopaxi con el nombre de Saquisilí, en su recorrido en la provincia de Los Ríos aumenta su caudal al recibir afluentes al Piñañati, y Chiricayu, sigue su curso, pasa por parroquia de Zapotal, y toma su nombre; se une con los ríos Calabí Grande y Calabí Chico, recibe a otros tributarios más pequeños como el Lechugal, Oncebi, Sibimbe, Macagua, entre otros. Finalmente toma el nombre de Ventanas, al desembocar en dicha población, desapareciendo más adelante con el nombre de Caracol.

## Afluentes del Zapotal
Los mayores afluentes del Zapotal son el Calabí, Lechugal, Oncebí, Sibimbe, entre otros.

## Poblaciones situadas en las márgenes del Zapotal
- Zapotal
- Ventanas
- Catarama
- Ricaurte
- Caracol
- Babahoyo

- Datos: Q23868893